# Carl Flodman
Carl Samuel Flodman, född 17 december 1863 i Nikolai församling, Stockholm, död 27 oktober 1888 i Adolf Fredriks församling, Stockholm, var en svensk konstnär.

## Biografi
Flodmans konststudier började vid Slöjdskolan (senare Tekniska skolan). Vid samma tid fick han enskild undervisning av såväl G. W. Palm som Oscar Törnå. Under åren 1883 till 1886 var han elev vid Konstakademin. Bland studiekamraterna finner man bland annat Gottfrid Kallstenius, Gerda Roosval-Kallstenius, Anton Genberg, Anshelm Schultzberg, Carl Johansson, Verner Åkerman, Lotten Rönquist, Carolina Benedicks-Bruce, Ida Gisiko-Spärck, Hanna Pauli och Hilma af Klint.
Under försommaren 1886 deltog Flodman i en konstnärsexkursion till Kungsör som akademiprofessorn Per Daniel Holm ledde. Han hade sällskap av flera av ovanstående studiekamrater. Samma år målade han i Kivik att döma av motiven på flera dukar som varit ute på konstmarknaden.
1886 belönades Flodman på akademins högtidsdag med medalj för ett vårlandskap. Året därpå erhöll han den kungliga medaljen för målningen Höstlandskap. Under vintern 1887 ådrog han sig en förkylning till följd av studier i det fria, vilket i slutänden kom att ta hans liv. Carl Flodman blev endast 24 år gammal.
Flodman utförde under sin korta konstnärsbana en rad finstämda och försynt realistiska landskapsdukar, ofta strandbilder, med motiv från Stockholms omgivningar. Ett antal etsningar från sista halvåret av hans levnad präglas av elegans i linjen och finhet i tonen.
Flodman är representerad vid bland annat Nationalmuseum, Göteborgs konstmuseum och Norrköpings konstmuseum.

## Bildgalleri

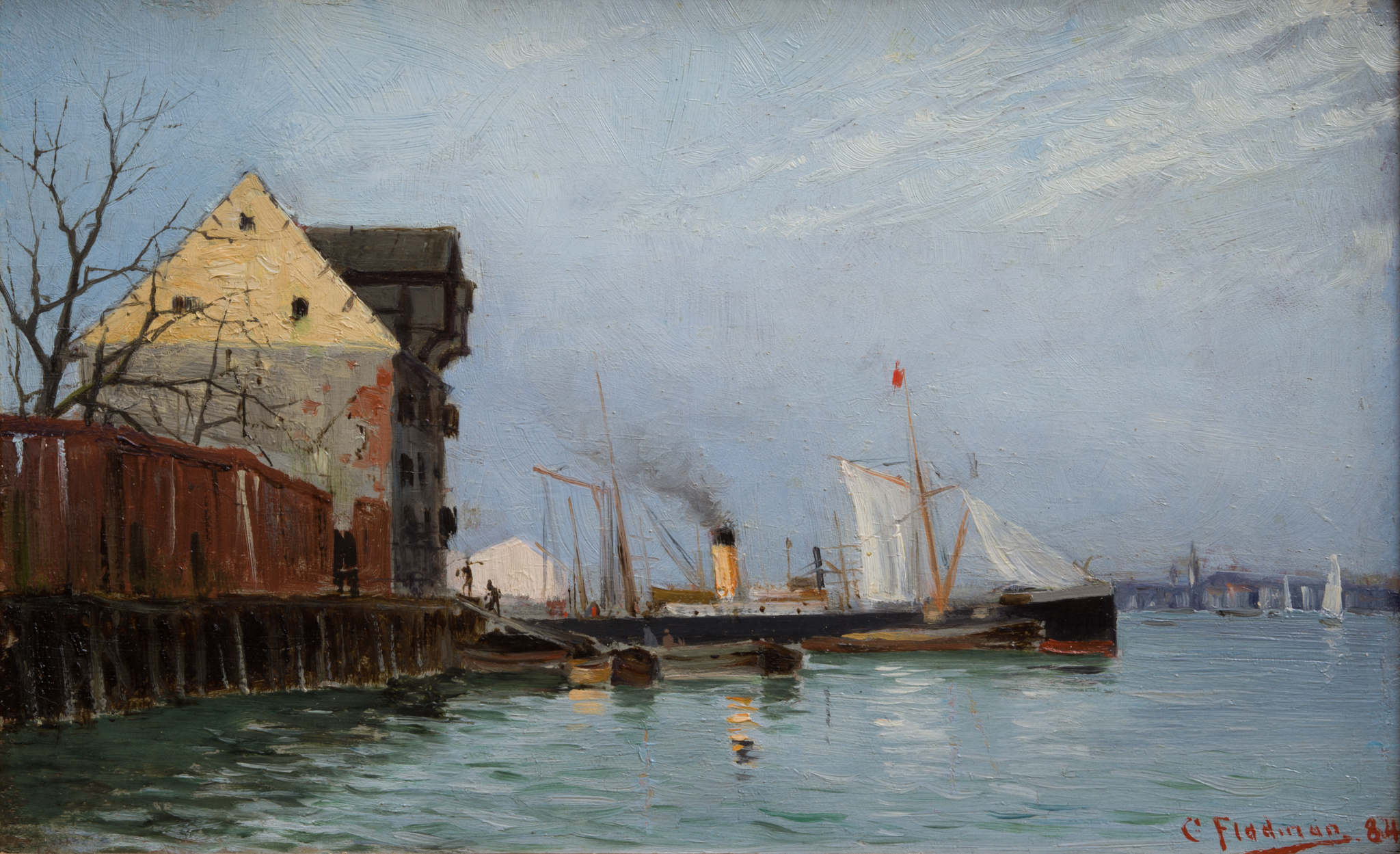
Hamnmotiv, 1884
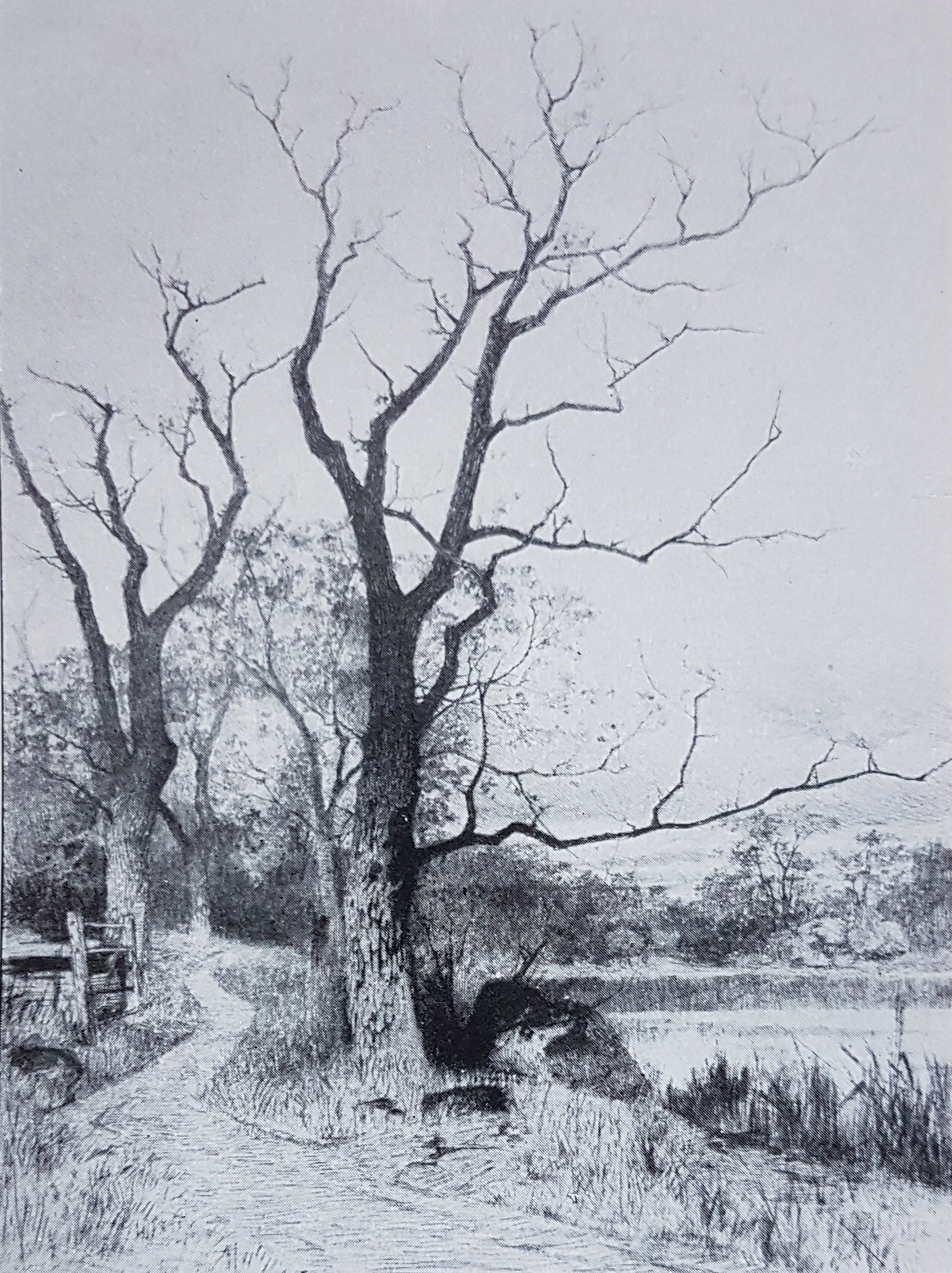
Ekar vid en sjö (1888)
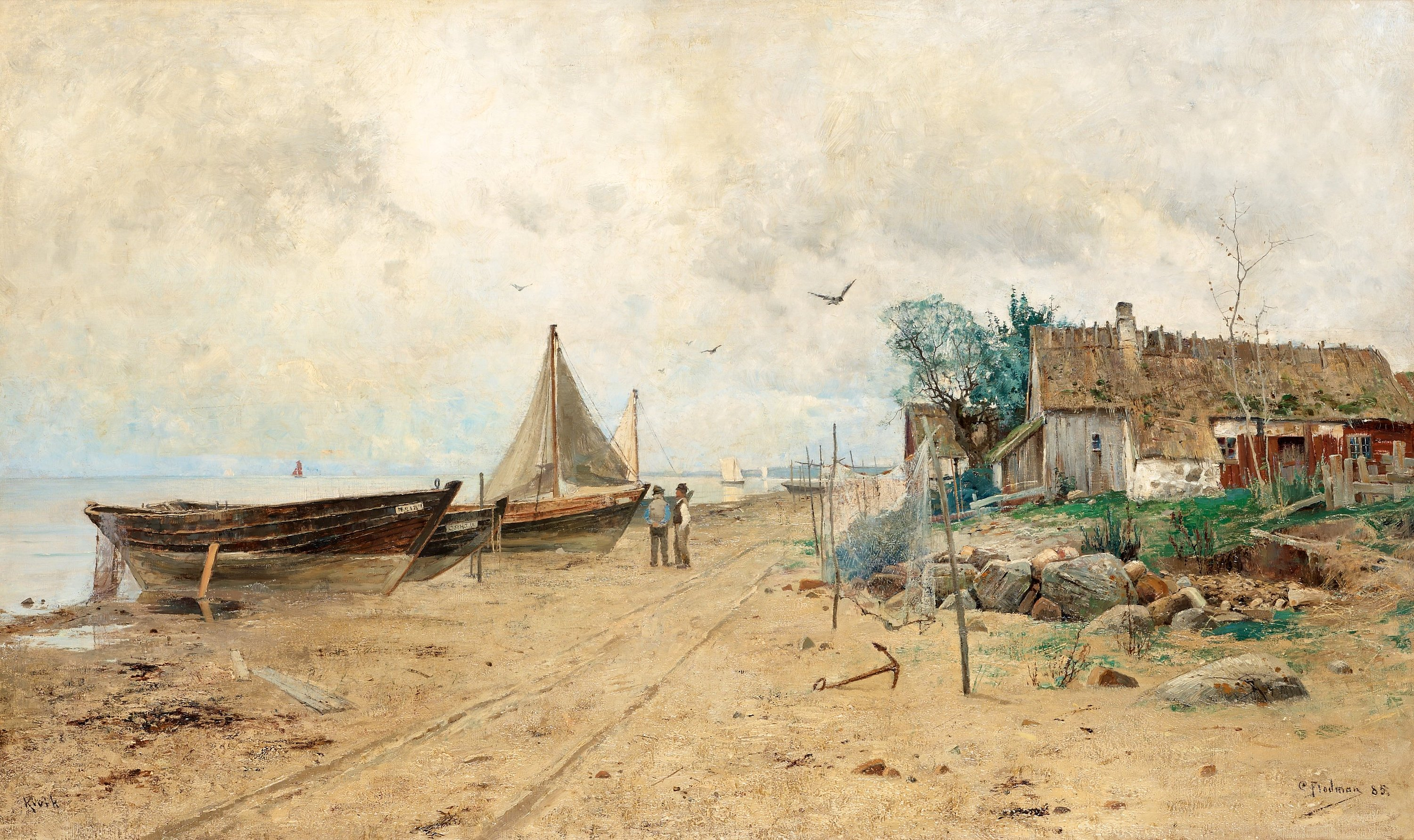
Fiskeläge, Kivik (1885)